# Тростинсько-Новоселицька сільська рада
| Тростинсько-Новоселицька сільська рада — орган місцевого самоврядування у Васильківському районі Київської області з адміністративним центром у с. Тростинська Новоселиця. Сільській раді підпорядковані населені пункти: - с. Тростинська Новоселиця |

## Склад ради
Рада складається з 12 депутатів та голови.

### Керівний склад ради
| ПІБ                         | Основні відомості                                                 | Дата обрання | Дата звільнення |
| --------------------------- | ----------------------------------------------------------------- | ------------ | --------------- |
| Чехун Федір Семенович       | Сільський голова, 1948 року народження, освіта, безпартійний      | 26.03.2006   | 01.04.2007      |
| Литвин Тетяна Анатоліївна   | Сільський голова, 1950 року народження, освіта, позапартійна      | 26.08.2007   | 31.10.2010      |
| Литвин Тетяна Анатоліївна   | Сільський голова, 1950 року народження, освіта вища, позапартійна | 31.10.2010   | 09.09.2012      |
| Кузьменко Артем Валерійович | Сільський голова, 1986 року народження, освіта вища, безпартійний | 09.09.2012   |                 |

Примітка: таблиця складена за даними джерела